# Duke Worne
Duke Worne (né le 14 décembre 1888 à Philadelphie et mort le 13 octobre 1933 à Los Angeles) est un acteur et réalisateur américain . 

## Biographie
Duke Worne a réalisé 74 films entre 1919 et 1931 et joué dans 27 films muets entre 1914 et 1928.

## Filmographie partielle

### Comme acteur
- 1914 : The Mysterious Hand de Francis Ford
- 1914 : The Phantom Violin de Francis Ford
- 1915 : The Campbells Are Coming de Francis Ford
- 1915 : The Mystery of the Throne Room de Francis Ford
- 1915 : The Bay of Seven Isles de Frank Lloyd
- 1915 : His Last Trick de Frank Lloyd
- 1917 : The Trail of Hate de John Ford
- 1917 : The Scrapper de John Ford
- 1917 : The Tornado de John Ford
- 1918 : The Craving de John Ford et Francis Ford

### Comme réalisateur
- 1919 : L'Étreinte de la pieuvre (The Trail of the Octopus)
- 1920 : La Marque des quatre (The Branded Four)
- 1922 : Nan of the North
- 1923 : Hearts of Oak
- 1924 : The Sword of Valor
- 1924 : Do It Now
- 1925 : The Pride of the Force
- 1925 : The Canvas Kisser
- 1925 : Too Much Youth
- 1926 : The Boaster
- 1926 : In Search of a Hero
- 1927 : Daring Deeds (en)
- 1928 : The Midnight Adventure
- 1931 : The Last Ride